# محوطه کلک
محوطه کلک مربوط به عصر مس - عصر آهن - دوره اشکانیان - سده‌های میانه و متاخر دوران‌های تاریخی پس از اسلام است و در شهرستان سرپل ذهاب، بخش مرکزی، دهستان دشت ذهاب، ۲۵۰ متری روستای تپانی واقع شده و این اثر در تاریخ ۲۶ اسفند ۱۳۸۷ با شمارهٔ ثبت ۲۵۵۷۹ به‌عنوان یکی از آثار ملی ایران به ثبت رسیده است.